# Socialförsäkringar (Sverige)
Socialförsäkringarna i Sverige består av ett flertal separata system, vilka tillsammans kan sägas utgöra det samlade socialförsäkringssystemet. De största delarna i detta utgörs av pensionsförsäkring, sjukförsäkring, arbetsskadeförsäkring samt arbetslöshetsförsäkring.
Bestämmelserna finns sedan den 1 januari 2011 i socialförsäkringsbalken (2010:110). Där räknas formellt inte arbetslöshetsförsäkringen som en socialförsäkring. Den regleras istället i lagen (1997:238) om arbetslöshetsförsäkring. Socialförsäkringsbalken omfattar däremot även skattefinansierade familjeförmåner till föräldrar och barn, särskilda förmåner till funktionshindrade, förmåner till efterlevande som inte är pension samt bostadsstöd.
Socialförsäkringsutredningen var en parlamentariskt tillsatt långtidsutredning, vilken syftade till att komma med förslag på reformer. Den 2 mars 2015 lämnade utredningen sitt slutbetänkande, "Mer trygghet och bättre försäkring" (SOU 2015:21), till regeringen.